# Szegycsont-pajzsizom

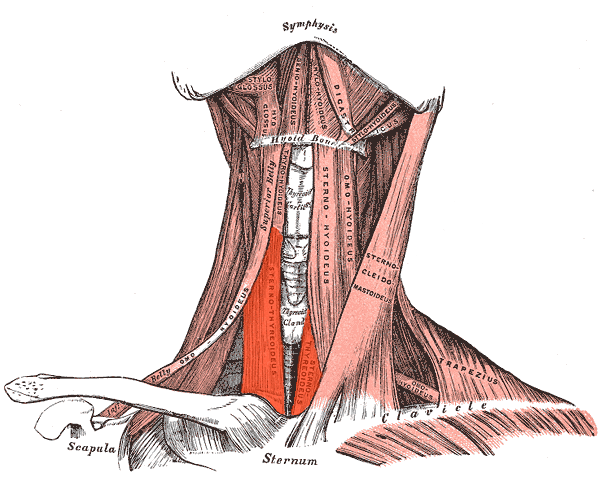
A nyak izmai (a vörös jelöli az izmot)

A musculus sternothyroideus egy apró izom az ember nyakában.

## Eredés, tapadás, elhelyezkedés
A manubrium sterniről ered. A cartilago thyroideán tapad.

## Funkció
Süllyeszti a gégét.

## Beidegzés, vérellátás
Az ansa cervicalis két ága a radix superior ansae cervicalis és a radix inferior ansae cervicalis idegzik be. Az arteria thyreoidea inferior és az arteria thyreoidea superior látják el vérrel.

## Külső hivatkozások
- Leírás